# Дирлеванг
Дирлеванг (нем. Dirlewang) — община в Германии, в земле Бавария. 
Подчиняется административному округу Швабия. Входит в состав района Нижний Алльгой. Подчиняется управлению Дирлеванг.  Население составляет 2106 человек (на 31 декабря 2010 года). Занимает площадь 23,30 км².